# Eublemma straminea
Eublemma straminea is een vlinder van de familie van de spinneruilen (Erebidae). De wetenschappelijke naam van deze soort is voor het eerst voorgesteld als Thalpochares straminea door Otto Staudinger in een publicatie uit 1892.

## Verspreiding
De soort komt voor op de Griekse eilanden Samos, Rhodos en Kalymnos, in Turkije, Armenië, Cyprus, Egypte, Libanon, Israël, de Palestijnse gebieden, Jordanië, Irak, Iran en Bahrein.

## Waardplanten
De rups leeft op soorten van het geslacht Echinops (Asteraceae).